# ما بعد الجندرية
ما بعد الجندرية، هي حركة اجتماعية وسياسية وثقافية منادية بالقضاء على الدور الثقافي والنفسي والاجتماعي للجندر، وهي جدال حول سبب اعتبار القضاء على الثنائية الجندرية أمرًا تحريريًا في المستقبل. 
يرى مناصرو ما بعد الجندرية الجندر بمثابة تقييد تعسفي وغير ضروري للإمكانات البشرية، ويتوقعون زوال البعد الجندري النفسي اللاإرادي عن الأنواع البشرية كنتيجة للتعيينات الاجتماعية والثقافية، وذلك من خلال استخدام التقنية العصبية والتقانة الحيوية وتقنيات التلقيح بالمساعدة.  
يعتقد مناصرو ما بعد الجندرية أن لوجود كل من الأدوار الجندرية والتدرج الاجتماعي والاختلافات الجندرية أثر سلبي على الأفراد والمجتمع. بحث مناصرو ما بعد الجندرية في الإمكانات الثورية لتقنيات التلقيح بالمساعدة، ما دفعهم إلى الاعتقاد بأن ممارسة الجنس لأغراض إنجابية في طريقها إلى الزوال، لكن سيتمكن البشر من الاستمرار في الحمل –إن اختاروا ذلك– وإنجاب الأطفال، فهم يؤمنون أن لهذا الخيار أثر في القضاء على الحاجة إلى وجود جندر محدد في مجتمع كهذا. 

## الجذور الثقافية
تتجذر ما بعد الجندرية في النسوية والذكورية باعتبارها ظاهرةً ثقافيةً، بالإضافة إلى الحركات المناصرة للزنمردة أو المتروسيكشوال/التكنوسيكشوال أو العابرين جندريًا. ساهمت تطبيقات الفلسفة ما بعد الإنسانية في رسم مناصري ما بعد الجندرية لتصوراتهم حول احتمالية إجراء تغييرات مورفولوجية فعلية على البشر، وآلية تكاثر البشر في المستقبل في ظل مجتمع ما بعد جندري. ولذلك، تُعتبر ما بعد الجندرية فرعًا من فروع ما بعد الإنسانية، وما وراء الإنسانية، والمستقبلية.

تجلت أولى أشكال التعبير عن ما بعد الجندرية في كتاب شولاميث فايرستون المُعنون جدلية الجنس (1970)، إذ يرد فيه:
ينبغي أن يكون الهدف النهائي من الثورة النسوية –على عكس هدف الحركة النسوية الأولى- غير محصورًا بالقضاء على امتيازات الذكور وحسب، بل القضاء على الفارق الجنسي بحد ذاته: ستصبح الاختلافات التناسلية بين البشر عديمة الأهمية من الناحية الثقافية. (قد تحل العودة إلى الشمولية الجنسية الخالية من العوائق أو ما أسماه فرويد بـ [تعددية الرغبة البشرية] محل المغايرة/ المثلية/ الثنائية الجنسية.) سيُستبدل بتكاثر الأنواع بواسطة جنس واحد لصالح كلا الجنسين (على الأقل إمكانية اختيار) التكاثر الاصطناعي: سيوُلد الأطفال بواسطة كلا الجنسين على قدم المساواة، أو بشكل مستقل عنهما. كيفما اختار المرء النظر إلى هذا الأمر، سيُستبدل باعتماد الطفل على أمه (والعكس بالعكس) اعتماد قصير المدى على مجموعة صغيرة من الأشخاص الآخرين عمومًا، وستُعوّض إيّ دونية في القوة الجسدية للبالغين بقوةٍ ثقافية. 

## الأنواع
لا يُعد جميع مناصري ما بعد الجندرية دعاةً للزنمردة، على الرغم من نظر معظمهم إلى «الخلط» بين السمات الذكورية والأنثوية باعتباره أمرًا محبذًا.  تتمثل فكرتهم أساسًا في خلق أفراد يتسمون بالزنمردة، ويمتلكون أفضل الصفات الذكورية والأنثوية من حيث القدرات الجسدية والنفسية والميول. تبقى مسألة تحديد ماهية هذه السمات بالضبط موضوع نقاش وتخمين كبير.
لا تُعنى ما بعد الجندرية بالجنس الجسدي وسماته المُفترضة وحسب، فهي تركز على فكرة القضاء على الهويات الجندرية أو تجاوزها. تنطوي البنية الجندرية التقليدية على كون الفرد رجلًا أم امرأةً، لكن تقترح ما بعد الجندرية ألا يكون الفرد لا رجلًا ولا امرأة ولا متماهيًا مع أي دور جندري مُفترض آخر. وبالتالي، لا يقتصر دور الفرد في المجتمع على الجندر الذي ينتمي إليه، بل يُعتبر ببساطة ممثلًا عن الإنسانية، وتُحدد هويته (إن حُددت أصلًا) من خلال أفعاله.
لا يُمكن اعتبار جميع مناصري ما بعد الجندرية معارضين لوجود الأدوار الجندرية بشكل أو بآخر، إذ يدعو البعض إلى إلغاء التشديد على أهمية الأدوار الجندرية وحسب. سيتمكن الأشخاص الذين سيعيشون في العالم ما بعد الجندري من التماهي مع جندر محدد إن رغبوا في ذلك، لكن سيبقى التماهي مع أي جندر أمرًا غير إلزاميًا، إذ لن تُحدث الأدوار الجندرية سوى تأثير ضئيل على كيفية تصرف الناس أو التعامل معهم في المجتمع.